# Harald Giersing
Harald Giersing (født 24. april 1881 i København; død 15. januar 1927 sammesteds) var en dansk maler, der var en hovedfigur i det modernistiske gennembrud i Danmark omkring 1910-20. Med sine portrætter og figurmalerier, fodbold- og balletbilleder, skovinteriører, landeveje og kirkegårdsbilleder, og  sin intelligente og skarpe pen står Giersing som en af de vigtigste danske kunstnere fra 1900-tallet.

## Galleri
| - Andre selvportrætter - 1909 - Ca. 1920 - 1922-26 - 1926 |

| - Portrættegninger - 1905-06, "Kabalisten". Kunstnerens far med lang pibe - 1905-06, kunstnerens søster Anna Giersing - 1907, maleren Sigurd Swane - 1922, kunstnerens kone Besse Giersing - 1926, kunstnerens søn Franz' hoved |

| - Andre værker af Harald Giersing - Landskab ved Skørping, 1902 - Paris' dom, 1909 - Fodboldspillere i kamp, 1911 - Skovinteriør ved Sorø, ca. 1915. - I lysningen, 1915 - I udkanten af skoven, 1915 - Skovinteriør, 1917 - Fodboldspillere. Sofus header - Landskab ved Bistrup, 1918 - Landevej ved Fåborg, 1920 - Danser på gul baggrund, 1920 - Landskab efter solnedgang, 1923 - Tre damer i sort, 1922/23 |

## Harald Giersings liv med årstal
- 1881: Harald Giersing er født den 24. april i København, døbt i Vor Frue kirke 4. juli 1881. Forældre: Grossist Niels Peter Giersing (1852-1921) og Ida Sophie Margrethe Giersing, født Wilde, (1857-1904), Nørregade 51. Søstrene, Ida (gift Hofman-Bang), Bodil og Anna (gift Hauberg), fødtes henholdsvis i 1883, 1885 og 1887, og blev senere modeller for mange af Harald Giersings malerier.
- 1899: Studentereksamen fra Schneekloths Latin- og Realskole.
- 1900: Filosofikum ved Københavns Universitet.
- 1900-04: Studerende ved Det kgl. danske Kunstakademi.
- 1904: Maj måned tilbragt i Randers og sommeren i Norge. Harald Giersings mor dør den 30. november.
- 1904-06: Elev hos Kristian Zahrtmann, Kunstnernes Frie Studieskoler.
- 1905: Deltager i en udstilling for afviste værker fra Charlottenborg Forårsudstilling. Harald Giersing tegner plakaten til udstillingen
- 1907: Udstiller 26 malerier og 50 tegninger fra 1905 til 07 på Valdemar Kleis Høstudstilling.
- 1908: Debuterer ved Kunstnernes Efterårsudstilling.
- 1909: I Berlin, Dresden, Chemnitz, Prag.
- 1909-13: Skriver anmeldelser og korte artikler til Kunstbladet (1909-10) og Det nye Kunstblad (1910-11).
- 1910: Hovedmand bag udstillingen Ung Dansk Kunst.
- 1911: Maler om sommeren på Christiansø;.
- 1912: Gæsteudstiller på Den frie Udstilling. Udstiller på Secession i Berlin. Sommeren i Grib Skov. Får sine første elever (Ville Oppenhejm & Grethe Hammelef).
- 1914: Bliver medlem af Den frie Udstilling. Deltager i Den baltiske Udstilling. Maler om sommeren i Mogenstrup.
- 1915: Er med til at sprænge Den frie Udstilling og til at danne Grønningen. Fra dette år holder Harald Giersing skole for en halv snes elever i vinterhalvåret.
- 1915-16: Hovedmanden bag Grønningen. Maler om sommeren i Sorø.
- 1917: Melder sig ud af Folkekirken. Harald Giersing gifter sig med Besse Syberg den 16. november. Hun er datter af maleren Fritz Syberg.
- 1918: Retrospektiv udstilling i Kunstforeningen i København.
- 1919: Harald Giersings søn, Franz Giersing, fødes i April. Udstillingen "Skulptur. Maleri. Musik" med Johannes Bjerg og musik af bl.a. Carl Nielsen.
- 1919-25: Maler hver sommer i Svanninge på Sydfyn.
- 1920: Forgæves ansøger til tre professorater ved Kunstakademiet.
- 1921: Tilbringer marts og april i Italien med sin hustru Besse.
- 1922: Medlem af Akademirådet. Hustruen Besse bliver elev på Det Kongelige Teater.
- 1923: Bestyrelsesmedlem i Kunstforeningen i København. Besse ansættes på Folketeatret.
- 1924: Bliver motorcykelejer.
- 1925: Stemmes ud af Akademirådet, væltes med bestyrelsen i Kunstforeningen og bliver bortdømt ved konkurrence til udsmykning af Videnskabernes Selskabs mødesal.
- 1926: I Berlin, Dresden og Paris i løbet af efteråret.
- 1927: Harald Giersing dør af lungebetændelse den 15. januar. Begraves på Solbjerg kirkegård, Frederiksberg. Ved begravelsen opføres Mozarts klarinetkvintet og Schuberts (Der Tod und das Mädchen).